# نمط مناخي

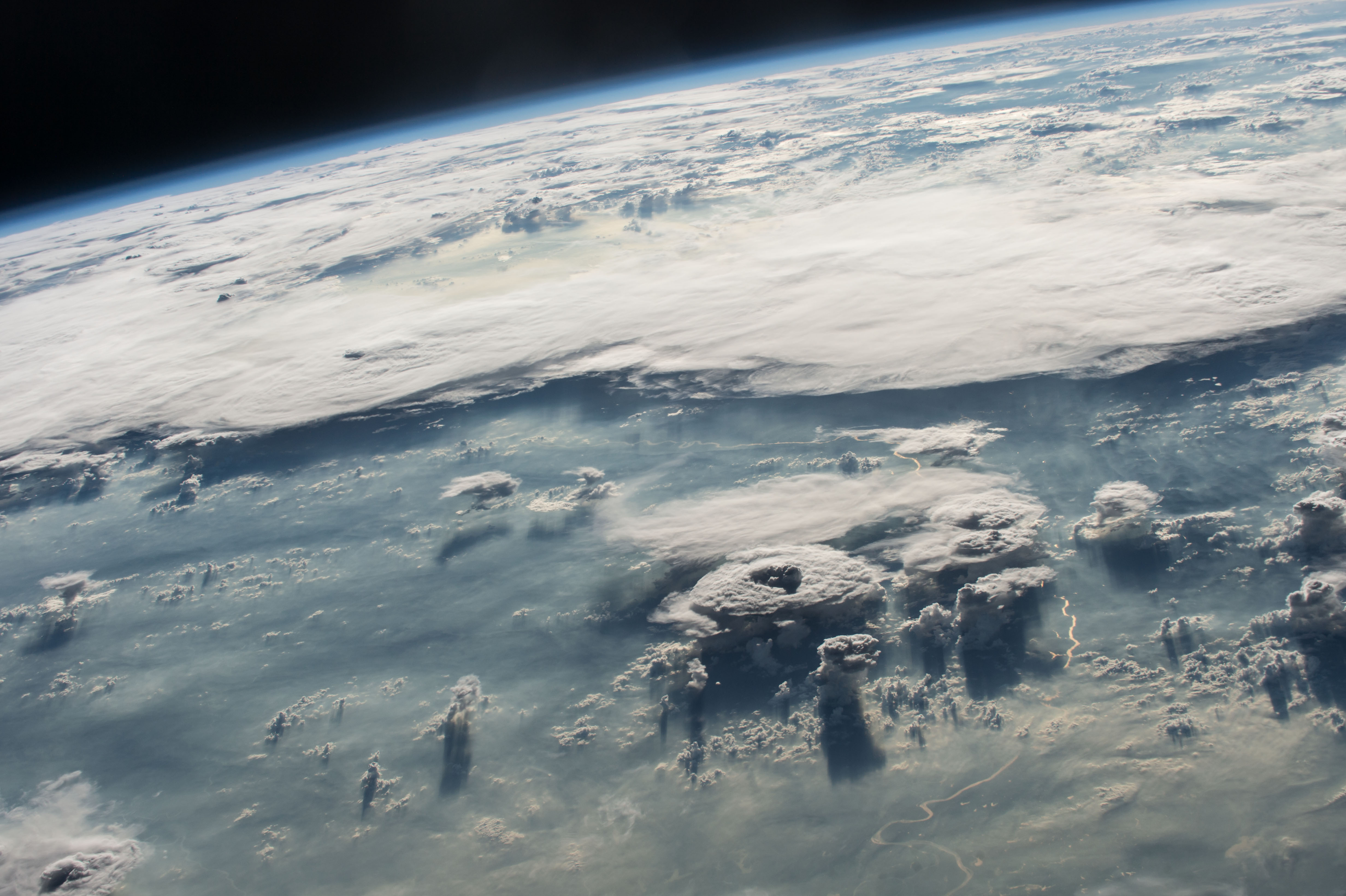
السحب الركامية الشاهقة والسحب الأخرى فوق الأرض

النمط المناخي هو أي سمة متكررة للمناخ. قد تستمر الأنماط المناخية لعشرات أو آلالاف السنين، مثل الفترة الجليدية والفترة الجليدية الواقعة بين عصرين أثناء العصور الجليدية، أو الفترات التي تتكرر كل عام مثل الرياح الموسمية.
قد يأتي النمط المناخي في شكل دورة مناخية منتظمة، مثل الدورة النهارية أو الدورة الموسمية؛ الأحداث الشبه دورية، مثل إل نينيو؛ أو الأحداث الغير مألوفة، مثل الشتاء البركاني. عادةً ما يتم تفسير الدورات المنتظمة بشكل جيد وقد تزول تلقائياً. على سبيل المثال، الرسوم البيانية التي توضح اتجاهات التغير في درجة الحرارة قد تزيل عادةً آثار التباين الموسمي.

## أنماط التباين
نمط التباين هو نمط مناخي ذو سمات محددة، تأثيرات إقليمية محددة، ويغلب عليه السلوك المتذبذب. يستخدم علماء المناخ العديد من أنماط التباين كمؤشرات لتمثل الحالة المناخية العامة للمنطقة المتأثرة بنمط مناخي معين.
ويتم قياسها من خلال إجراء مسح وظيفي تجريبي عمودي، نمط التباين ذو التأثير الأكبر على المناخ حول العالم هو الدورة الموسمية، يعقبها تذبذب ظاهرة إل نينيو، ويعقبها الدورة الحرارية الملحية.
أنماط التباين الأخرى المشهورة تشمل:
- تذبذب القطب الجنوبي.
- تذبذب القطب الشمالي.
- تذبذب عقدي المحيط الأطلسي.
- تذبذب ثنائي القطب المحيط الهندي.
- تذبذب مادن جوليان.
- تذبذب شمال الأطلسي.
- تذبذب عقدي المحيط الهادئ.
- نمط التواصل عن بعد في أمريكا الشمالية – المحيط الهادئ.
- شبه التذبذب الذي يحدث مرة كل عامين.

هناك طرق مختلفة للتباين: أنماط متكررة من درجات الحرارة، أو المتغيرات المناخية الأخرى. ويتم قياسها بواسطة مؤشرات عديدة. يشبه هذا الأمر استخدام «مؤشر داو جونز الصناعي»، الذي يعتمد على أسعار أسهم 30 شركة لتمثيل التقلبات في سوق الأسهم ككل، إذ تستخدم المؤشرات المناخية لتمثيل العناصر الأساسية للمناخ. اختُرعت مؤشرات المناخ بشكل عام لأجل هدفين هما البساطة والاكتمال، ويمثل كل مؤشر عادةً حالة وتوقيت عامل المناخ الذي يمثله. إن المؤشرات بسيطة بطبيعتها، وتجمع بين العديد من التفاصيل في وصف عام للغلاف الجوي أو المحيط، والذي يمكن استخدامه لتحديد خصائص العوامل التي تؤثر على النظام المناخي العالمي.
التذبذب المناخي، أو دورة المناخ هو أي تذبذب دوري متكرر داخل المناخ العالمي أو الإقليمي، وهو نوع من الأنماط المناخية. يمكن أن تكون هذه التقلبات في درجة حرارة الغلاف الجوي، أو درجة حرارة سطح البحر، أو هطول الأمطار، أو غيرها من المؤشرات شبه دورية، وغالبًا ما تحدث على مدار فترة سنوية، أو متعددة السنوات، أو عقدية، أو متعددة العقود، أو ممتدة على مدار القرن، أو ألفية، أو فترات زمنية أطول. لذا فهي ليست دورية تمامًا، كما لا يعطي تحليل فورييه للبيانات طيفًا حادًا.
ومن الأمثلة البارزة على ذلك ظاهرة تذبذب ال نينو الجنوبية، والتي تشمل درجات حرارة سطح البحر على امتداد المحور الاستوائي لوسط وشرق المحيط الهادئ، والساحل الغربي لأمريكا الجنوبية الاستوائية، ولكنها أيضًا تؤثر على المناخ في جميع أنحاء العالم.
تُسترد سجلات للظروف المناخية السابقة من خلال الفحص الجيولوجي للكائنات الموجودة في الأنهار الجليدية، أو رواسب قاع البحر، أو دراسات حلقات الأشجار إلخ..

### إل نينيو – التذبذب الجنوبي
النينيو - التذبذب الجنوبي هي ظاهرة عالمية مرتبطة بالغلاف الجوي والمحيطات. ال نينو ولا نينا هما تقلبان مهمان في درجات الحرارة في المياه السطحية للمحيط الهادئ الشرقي. يشير اسم ال نينو، الذي يعني في اللغة الإسبانية «الولد الصغير»، إلى المسيح وهو طفل، لأن هذه الظاهرة عادة ما تُلاحظ في وقت عيد الميلاد في المحيط الهادئ قبالة الساحل الغربي لأمريكا الجنوبية. بينما تعنى لا نينا «الفتاة الصغيرة». لكلتا الظاهرتين آثار عميقة على المناخ في المناطق شبه الاستوائية والمناطق المدارية. يتقلب فرق ضغط الهواء بين تاهيتي وداروين شهريًا، أو موسميًا وهو ما يعرف باسم التذبذب الجنوبي. ال نينو هو عبارة عن مجموعة من الأجزاء المتفاعلة ضمن نظام عالمي واحد لتقلبات المناخ في الغلاف الجوي والمحيطات نتيجة الدورة المحيطية والجوية. يعد ال نينو المصدر الأبرز المعروف للتقلبات السنوية في الطقس والمناخ في جميع أنحاء العالم. تحدث الدورة كل سنتين إلى سبع سنوات، وتستمر ظاهرة ال نينو من تسعة أشهر إلى سنتين ضمن الدورة الطويلة الأجل، ورغم ذلك لا تتأثر جميع المناطق على مستوى العالم. لدى ال نينو العديد من الآثار في المحيط الهادئ، والمحيط الأطلسي، والمحيط الهندي.